# Saccolaimus flaviventris
Saccolaimus flaviventris is een vleermuis uit het geslacht Saccolaimus die voorkomt in Australië en Nieuw-Guinea. In Australië komt de soort algemeen voor in het noorden, maar in de herfst wordt hij af en toe ook in het zuiden gevonden. Er is slechts één Nieuw-Guinees exemplaar bekend; dat is gevangen in de buurt van Port Moresby.
Deze vleermuis heeft een zwarte rug en een witte buik. De huid van het gezicht is naakt en zwart. Het dier heeft een plat hoofd met een lange bek, lange oren en lange, smalle vleugels. In Australië bedraagt de kop-romplengte 72 tot 92 mm, de voorarmlengte 66 tot 82 mm, de oorlengte 17 tot 23 mm en het gewicht 30 tot 60 g. Het Nieuw-Guinese exemplaar heeft een kop-romplengte van 82 mm, een staartlengte van 35 mm, een voorarmlengte van 76 mm, een tibialengte van 32,2 mm, een achtervoetlengte van 17 mm en een oorlengte van 19 mm.
S. flaviventris is een snelle, wendbare vlieger. Hij voedt zich met insecten, die boven de vegetatie gevangen worden. Het dier roest alleen of in kleine groepen in holle bomen. Als er geen bomen zijn, gebruikt hij soms holen van op de grond levende zoogdieren. Er wordt elk jaar slechts één jong geboren; dat komt tussen december en maart ter wereld. Hun roep is voor sommige mensen hoorbaar als een snel, hoog "ting-ting-ting"-geluid.
Saccolaimus flaviventris · Saccolaimus mixtus · Saccolaimus peli · Saccolaimus saccolaimus